# 波包

實線是波包，虛線是波包的包絡。當波包傳播於空間時，包絡以群速度移動。

在任意時刻，波包（wave packet）是局限在空間的某有限範圍區域內的波動，在其他區域的部分非常微小，可以被忽略。波包整體隨著時間流易移動於空間。波包可以分解為一組不同頻率、波數、相位、波幅的正弦波，也可以從同樣一組正弦波構成；在任意時刻，這些正弦波只會在空間的某有限範圍區域相長干涉，在其它區域會相消干涉。:53-56:312-313描繪波包輪廓的曲線稱為包絡線。依據不同的演化方程，在傳播的時候，波包的包絡線（描繪波包輪廓的曲線）可能會保持不變（沒有色散），或者包絡線會改變（有色散）。
在量子力學中，波包可以用來代表粒子，表示粒子的機率波；也就是說，表現於位置空間，波包在某時間、位置的波幅平方，就是找到粒子在那時間、位置的機率密度；在任意區域內，波包所囊括面積的絕對值平方，就是找到粒子處於那區域的機率。粒子的波包越狹窄，則粒子位置的不確定性越小，而動量的不確定性越大；反之亦然。這位置的不確定性和動量的不確定性，兩者之間無可避免的關係，是不確定性原理的一個標準案例。:53-56
描述粒子的波包滿足薛定諤方程，是薛定諤方程的數學解。通過含時薛定諤方程，可以預測粒子隨著時間演化的量子行為。這與在經典力學裏的哈密頓表述很類似。:123

## 歷史背景
早在十七世紀，艾薩克·牛頓就提出了光微粒說，即光是由很多離散的粒子所構成，其中每一個粒子都遵守牛頓運動定律。他的主要反對者羅伯特·虎克、克里斯蒂安·惠更斯則主張光波動說：光是一種傳播於介質中的波動。十九世紀，物理學者發現，在許多實驗中，光表現出波動行為。其中一個特別著名的實驗是雙縫實驗，這是英國物理學者托馬斯·楊於1801年完成的實驗。從這實驗觀察到的干涉圖樣給予光微粒說嚴重打擊，因為光微粒說無法說明這現象，而光波動說可以。很多物理學者因此改變立場，採納了光波動說。
在20世紀初，科學家發現古典力學存在著很多嚴峻問題，越來越多實驗結果無法用古典理論來解釋。到了1930年代，物理學者開始採納波粒二象性，即物質具有波動性與粒子性。在這段時期，量子力學如火如荼的發展造成了理論方面的重大突破。許多困惑物理學者多年的實驗結果，都能夠得到圓滿合理的解釋。例如，1905年，阿爾伯特·愛因斯坦對光電效應的理論解析。按照愛因斯坦的理論解析，光的能量並非均勻分布，而是負載於離散的量子包，現稱為光子。每個光子的能量{\displaystyle E}與頻率{\displaystyle \nu }之間的關係為
{\displaystyle E=h\nu }；
其中，{\displaystyle h}是普朗克常數。
在光電效應裏，光子的頻率必須超過被衝擊金屬的特徵極限頻率（對應於金屬的逸出功），才能使金屬表面的電子獲得足夠能量逃逸出來，否則，不論輻照率有多高，都無法使得電子從金屬表面逃逸出來。
二十世紀，量子力學持續地蓬勃發展。它所展現的繪景是一種粒子世界。在這粒子世界裏，每一種物質都是由粒子形成，每一種現象都是由粒子彼此互相作用而產生；可是，這些粒子的量子行為都是用機率波來描述。所有的量子行為都被約化為這些機率波的演化。至今，量子世界的粒子性已被許多實驗證實，波動現象可以被詮釋為粒子的波包秉性的特徵後果。

## 範例

### 非色散傳播

一個正在傳播中，非色散的波包。

擧一個非色散傳播範例，思考波動方程式：
{\displaystyle \nabla ^{2}u={\frac {1}{v^{2}}}{\frac {\partial ^{2}u}{\partial t^{2}}}}；
其中，{\displaystyle u}是波動函數，{\displaystyle t}是時間，{\displaystyle v}是波動在某介質裏的傳播速度。
採用物理時間常規{\displaystyle e^{-i\omega t}}，波動方程式的平面波解是
{\displaystyle u(\mathbf {x} ,\,t)=e^{i{(\mathbf {k} \cdot \mathbf {x} }-\omega t)}}；
其中，{\displaystyle \mathbf {x} }是位置向量，{\displaystyle \mathbf {k} }是波數向量，{\displaystyle \omega }是角頻率。
為了滿足平面波為波動方程式的解，角頻率和波數的色散關係為
{\displaystyle \omega ^{2}=|\mathbf {k} |^{2}v^{2}=(k_{x}^{2}+k_{y}^{2}+k_{z}^{2})v^{2}}。
為了便於計算，只考慮波傳播於一維空間，則波動方程式的一般解是
{\displaystyle u(x,\,t)=Ae^{i(kx-\omega t)}+Be^{-i(kx+\omega t)}}；
其中，方程式右邊的第一項表示往正{\displaystyle x}方向傳播的波動，第二項表示往負{\displaystyle x}方向傳播的波動。
波包是在局部區域裏一組波的疊加。假若，波包是強勁存在於局部區域，則需要更多的頻率來達成局部區域內的相長疊加，與局部區域外的相消疊加。這樣，從基本平面波解，一般的波包可以表示為
{\displaystyle u(x,\,t)={\frac {1}{\sqrt {2\pi }}}\int _{-\infty }^{\infty }A(k)~e^{i(kx-\omega (k)t)}\ dk}；
其中，因子{\displaystyle 1/{\sqrt {2\pi }}}是由傅立葉變換的常規而設定，振幅{\displaystyle A(k)}是線形疊加的係數函數。
逆反過來，係數函數可以表達為
{\displaystyle A(k)={\frac {1}{\sqrt {2\pi }}}\int _{-\infty }^{\,\infty }u(x,\,0)~e^{-ikx}\,dx}；
其中，{\displaystyle u(x,\,0)}是波包在初始時間{\displaystyle t=0}的函數形式。
所以，知道波包在時間{\displaystyle t=0}的函數形式{\displaystyle u(x,\,0)}，應用傅立葉變換，可以計算出波包在任何時間的函數形式{\displaystyle u(x,\,t)}。
例如，選擇初始時間的函數形式為
{\displaystyle u(x,\,0)=e^{-x^{2}+ik_{0}x}}。
經過一番運算，可以得到
{\displaystyle A(k)={\frac {1}{\sqrt {2}}}e^{-{\frac {(k-k_{0})^{2}}{4}}}}、
{\displaystyle u(x,\,t)=e^{-(x-vt)^{2}+ik_{0}(x-vt)}}。
這個波包的實值部分或虛值部分的非散色傳播展示於前面動畫。

### 色散傳播
再擧一個有色散傳播例子，思考薛丁格方程式，
{\displaystyle i{\partial u \over \partial t}=-{\frac {1}{2}}{\nabla ^{2}u}}。
其色散關係為
{\displaystyle \omega ={\frac {1}{2}}|\mathbf {k} |^{2}}。
只考慮一維問題。經過一番運算，滿足初始條件{\displaystyle u(x,\,0)=e^{-x^{2}+ik_{0}x}}的解是
{\displaystyle u(x,\,t)={\frac {e^{-k_{0}^{2}/4}}{\sqrt {1+2it}}}\ e^{-(x-{\frac {ik_{0}}{2}})^{2}/(1+2it)}}。
觀察這波包的色散行為。取{\displaystyle u(x,\,t)}的絶對值，
{\displaystyle |u(x,\,t)|={\frac {1}{(1+4t^{2})^{1/4}}}e^{\frac {-x^{2}+2k_{0}xt}{1+4t^{2}}}}。
這色散波包傳播的群速度是常數{\displaystyle k_{0}}。波包的寬度跟時間有關，根據公式{\displaystyle (1+4t^{2})^{1/2}}隨著時間增加。

## 參閱
- 波列
- 群速度
- 相速度